# 小名浜マリンブリッジ
小名浜マリンブリッジ（おなはままりんぶりっじ）は、福島県いわき市小名浜にある橋。

## 概要
国土交通省東北地方整備局小名浜港湾事務所により小名浜港沖合に建設されている東港地区国際物流ターミナル人工島と3号埠頭を結ぶ橋で、小名浜臨港道路の一部をなす。全長は927m、うち海上航路部分が全長510mの5径間プレストレスト・コンクリートエクストラドーズド橋、3号埠頭部分と東港部分がそれぞれ全長220m、197mの4径間連続プレストレスト・コンクリート箱桁橋である。2010年3月より建設が開始され、2017年3月に竣工、4月13日に開通式典が行われた。当面の間は東港建設に携わる車両のみの通行となり、一般車両の進入はできない。2017年度土木学会田中賞受賞。

## 構造

### 諸元
- 事業主体 - 国土交通省東北地方整備局小名浜港湾事務所
- 管理 - 福島県
- 道路規格 - 第4種2級、B活荷重

3号埠頭部
- 種別 - プレストレスト・コンクリート道路橋
- 形式 - 4径間箱桁橋
- 橋長 - 220m
- 設計 - 中央復建コンサルタンツ
- 施工 - 三井住友建設、清水・川田特定建設工事共同企業体

航路部
- 種別 - プレストレスト・コンクリート道路橋
- 形式 - 5径間連続エクストラドーズド橋
- 橋長 - 510m
- 設計 - オリエンタルコンサルタンツ
- 施工 - 清水・東亜・川田特定建設工事共同企業体

3号埠頭部
- 種別 - プレストレスト・コンクリート道路橋
- 形式 - 4径間箱桁橋
- 橋長 - 197m
- 設計 - 日本工営
- 施工 - 東亜・不動テトラ特定建設工事共同企業体、ピーエス三菱、清水・川田特定建設工事共同企業体

### 特徴
重量物運搬車が走行する臨港道路であるため桁下高さを確保しつつ道路勾配を抑える必要が有ること、また周辺はアクアマリンふくしまやいわき・ら・ら・ミュウなど、観光地として整備されたアクアマリンパークとして整備されているために、見た目の美しさやランドマーク性をもたせることが必要なことから福島県内で初めて、また全国の臨港道路として初めて航路部分ではエクストラドーズド橋が採用された。橋脚から左右対称に主桁を張り出していく「片持張出し架設工法」が用いられている。二柱式となっており、鉛直に立てられた水面からの高さ43mのコンクリート主塔は真ん中がVの字に開いた形になっており、上に行くに従って細くなることで縦方向の伸びやかさが表現されている。また、塔頂の斜材取付部をコンパクトに纏めることで橋梁のシルエットをスッキリさせている。

## 広報活動
当橋梁の整備事業や話題を広く知ってもらうために2015年6月25日より、小名浜港湾事務所ホームページ上で広報誌「KAKERU」が公開され、2016年4月28日までに全23号が発行された。紙面では小名浜港東港整備事業の紹介や周辺施設などのイベント情報が掲載されている。また、その時に行われている橋梁建設工事における各種工程の作業内容、使用されている工法や部材の特徴、特殊作業機械などの解説が細かくイラストや写真付きで行われ、現場作業責任者や作業員等によるコメントが添えられている。

## その他
- 橋名の小名浜マリンブリッジは2016年12月1日に公募によって決定された。総応募数は288通。
- 2016年12月10日、前日に行われた講演会で小名浜に滞在していた吉田類が帰京までの時間を利用し当橋梁の建設現場を見学した。
- 橋名板の文字はいわき応援大使でもある書家、金澤翔子によるもの。2017年4月17日に除幕式が行われた。
- 起点部には橋梁概要橋歴板が設置されている。盤面にはQRコードがあり、工事の歩みや橋上からの風景などの映像にアクセスできる。